# Acronychia laevis
Acronychia laevis es una especie de arbusto perteneciente a la familia de las rutáceas. Es originaria de Australia en Nueva Gales del Sur.

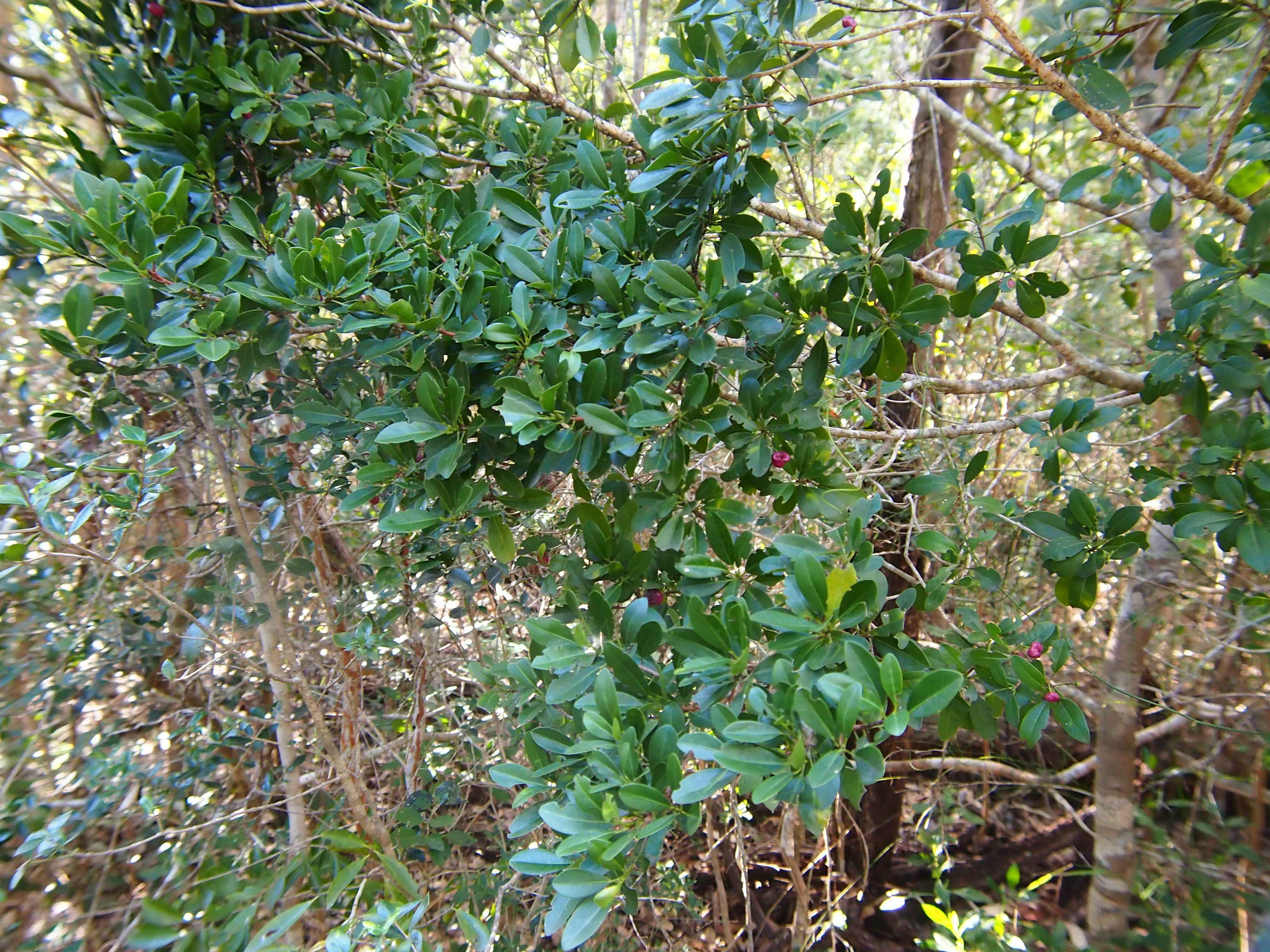
Vista de la planta

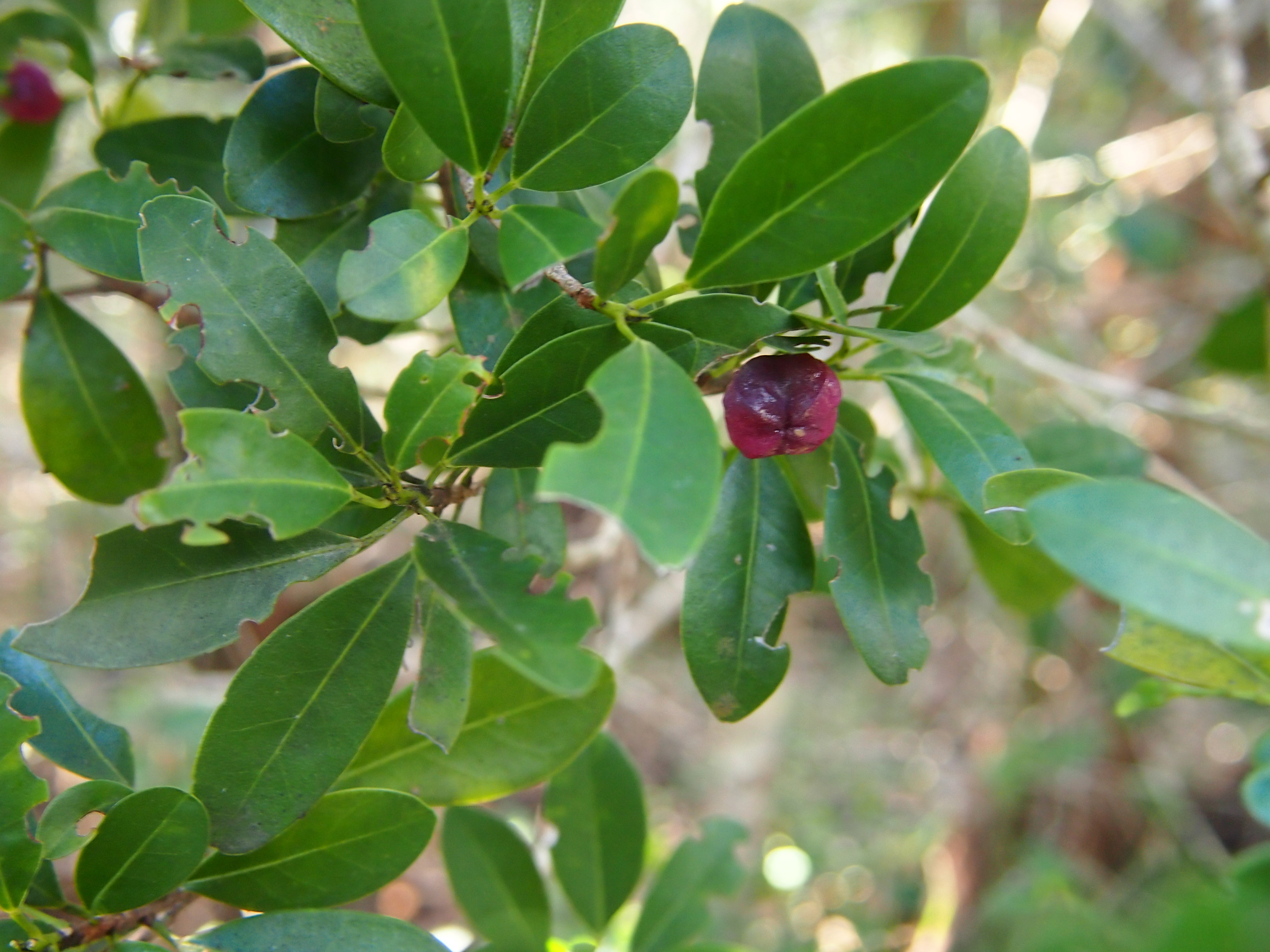
Fruto

## Descripción
Son pequeños y medianos árboles que alcanza un tamaño de 12 metros de altura, glabro. Las hojas con la lámina elíptica a oblongo-elíptica u obovada, de 2.5-9.5 cm de largo, 5.1 cm de ancho, el ápice acuminado y en ocasiones con muescas, la base cuneada, glabras, con las superficies brillantes, y con numerosos y evidentes puntos de aceite; pecíolo de 3-30 mm de largo. Las inflorescencias con pocas a muchas flores, de 1.5-7 cm de largo. Sépalos 0.7-2 mm de largo. Pétalos de 6-10 mm de largo, de color blanco cremoso. El fruto en forma de mitra a ± globoso, con un diámetro de 6-12 mm., Glabro, de color blanco a púrpura.

## Taxonomía
Acronychia laevis fue descrita por J.R.Forst. & G.Forst. y publicado en Characteres Generum Plantarum [second edition] 27. 1775.
Etimología
Acronychia: nombre genérico que deriva de las palabras griegas akros (punta) y ónix (garra), en referencia a los pétalos, que normalmente están conectados adaxialmente en el ápice.
laevis: epíteto latíno que significa "dentada"
Sinonimia
- Acronychia laevis var. dictyophleba Domin
- Acronychia laevis var. leucocarpa F.M.Bailey
- Acronychia laevis var. longiflora Domin
- Acronychia laevis var. purpurea F.M.Bailey
- Acronychia laurina F.Muell. [Illegitimate]
- Cyminosma oblongifolia A.Cunn. ex Hook.
- Eriostemon oblongifolius (Hook.) G.Don
- Jambolifera laevis Kuntze
- Jambolifera oblongifolia Steud.
- Lawsonia achronychia L.f.[5]